# Helen Pitts Douglass
Helen Pitts Douglass (14. října 1838 Honeoye – 1. prosince 1903 Washington, D.C.) byla americká sufražetka, učitelka a druhá manželka Fredericka Douglasse, bývalého otroka, který byl vůdčí osobností abolicionistického hnutí. Vytvořila Památník a historickou asociaci Fredericka Douglasse (Frederick Douglass Memorial and Historical Association), z níž se stal Národní historický památník Fredericka Douglasse (Frederick Douglass National Historic Site).

## Životopis
Narodila se v Honeoye ve státě New York v roce 1838. Její rodiče byli aktivisté v hnutích proti otroctví a za ženské volební právo. V roce 1859 vystudovala Mount Holyoke College (tehdy Ženský seminář Mount Holyoke). Po dokončení studia se vrátila do domu svých rodičů v Honeoye. Po skončení americké občanské války učila na Hamptonském institutu, škole, která vzdělávala černé muže a ženy. Když zde učila, způsobila skandál obviněním několik místních obyvatel, kteří podle ní uráželi a zneužívali její studenty.  Což vedlo k jejich zatčení. V roce 1882 se Helen přestěhovala do Uniontown ve Washingtonu, D.C. ke svému strýci, jehož dům sousedil s domem Fredericka Douglasse, Cedar Hill.
Angažovala se v hnutí za práva žen a spolu s Caroline Winslowovou spolueditovala The Alpha ve Washingtonu. V roce 1882 byla přijata jako úřednici do kanceláře zapisovatele pozemkových knih ve Washingtonu, kam byl právě přidělen Frederick Douglass. Protože psal svou autobiografii Life and Times of Frederick Douglass (Život a doba Fredericka Douglasse) a často přednášel, často mu pomáhala v jeho práci.

### Sňatek s Frederickem Douglassem

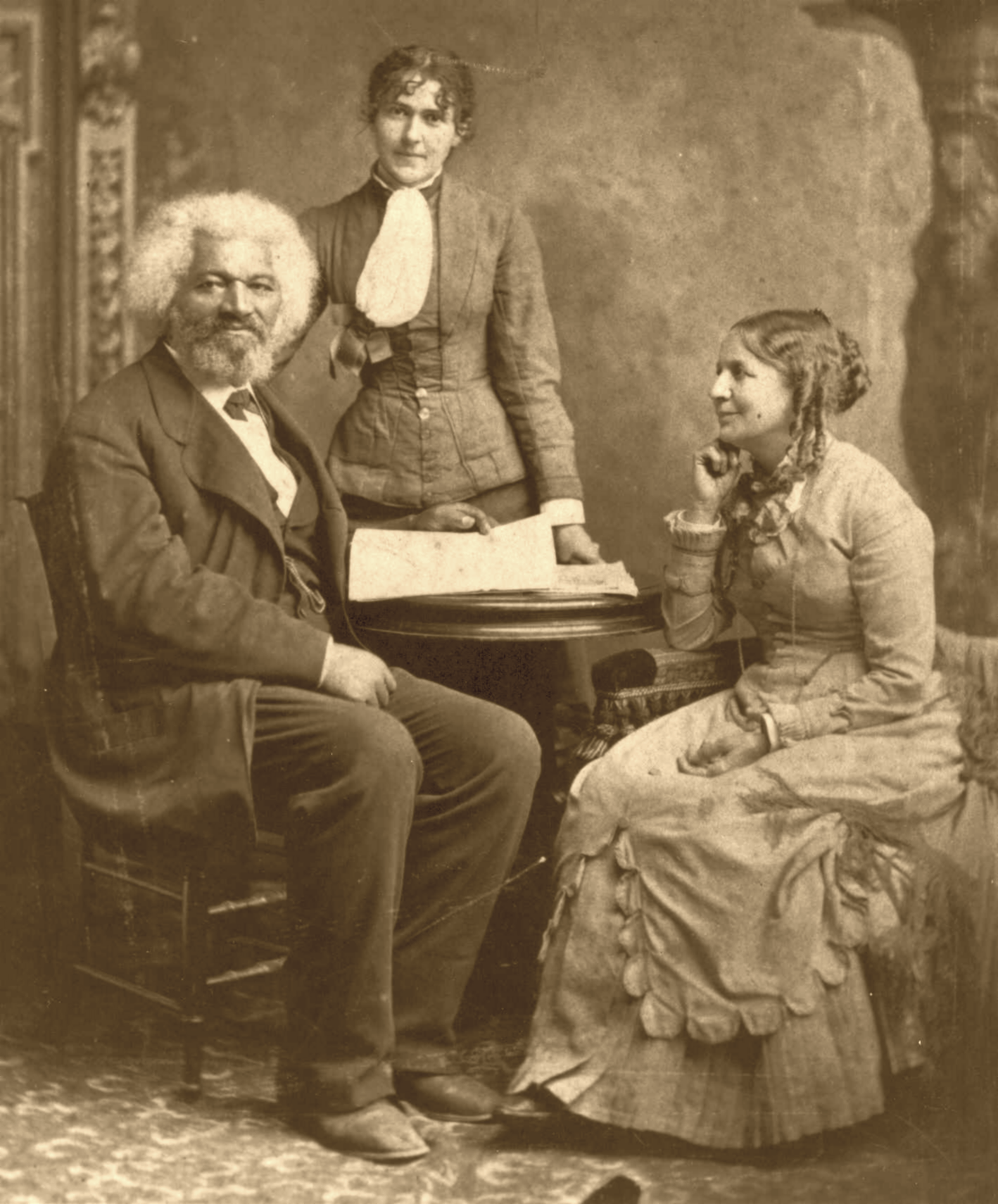
Frederick Douglass, Helen Pitts Douglass (vpravo) a její sestra Eva Pitts (uprostřed)

První manželka Fredericka Douglasse Anna Murray Douglass zemřela 4. srpna 1882. Po téměř roce a půl depresí si Douglass vzal Helen dne 24. ledna 1884. Oddal je reverend Francis J. Grimké, prominentní afroamerický kazatel. Sňatek byl obecně vysmíván bělošskými i černošskými rezidenty města, Douglessovi však byli pevní ve svém přesvědčení. Helen k tomu řekla: „Přišla ke mě láska a já se nebála vzít si muže, kterého jsem milovala, kvůli barvě jeho pleti.” Douglas to se smíchem komentoval: „Tohle dokazuje jak jsem nezaujatý. Moje první žena měla barvu mé matky a moje druhá žena je barvy mého otce.” Největší podporou byla Elizabeth Cady Stanton, která řekla: „Na obranu práva … vdát se za koho chceme – můžeme citovat některé základní principy naší vlády [a] naznačit, že v některých věcech by měly individuální práva a vkus rozhodovat.“ Helen a Frederick byli svoji jedenáct let, až do jeho náhlé smrti způsobené infarktem v roce 1895. Neměli spolu žádné děti. Fredecrick měl pět dětí se svou první ženou Annou – Lewise, Fredericka ml., Charlese, Rosettu a Annie.
Douglass v závěti odkázal svůj dům Cedar Hill Helen, avšak závěť postrádala požadovaný počet svědků potřebných u odkázání nemovitosti, takže byla prohlášena za neplatnou. Helen navrhla jeho dětem a jejich manželkám a manželům, aby souhlasili s tím, že Cedar Hill vyhradí jako památník jejich otci a převedou ho na správní radu. Děti s tímto návrhem nesouhlasili, trvali na prodeji domu a rozdělení peněz mezi všechny dědice. Helen za vypůjčené peníze koupila dům i pozemky a poté se po zbytek života věnovala plánování a vytváření Památníku a historické asociace Fredericka Douglasse. Kromě toho, že se podílela na prosazení pravidel, na kterém byla asociace vybudována, pracovala na získávání finančních prostředků na údržbu sídla. Osm let přednášela po celé severovýchodní části země.
V posledním roce svého života byla nemocná a nemohla přednášet, byla také demotivována klesajícím příspěvky pro její cíl. Prosila reverenda Francise Grimké, aby nenechal její práci upadnout do zapomnění během její nepřítomnosti. On navrhl, že pokud nebude hypotéka na Cedar Hill splacena během jejího života, peníze z prodeje majetku by měly být použity na dvě vysokoškolská stipendia v jejím a Douglessově jménu. Souhlasila s tím pod podmínkou, že stipendia budou pouze na Douglassovo jméno.

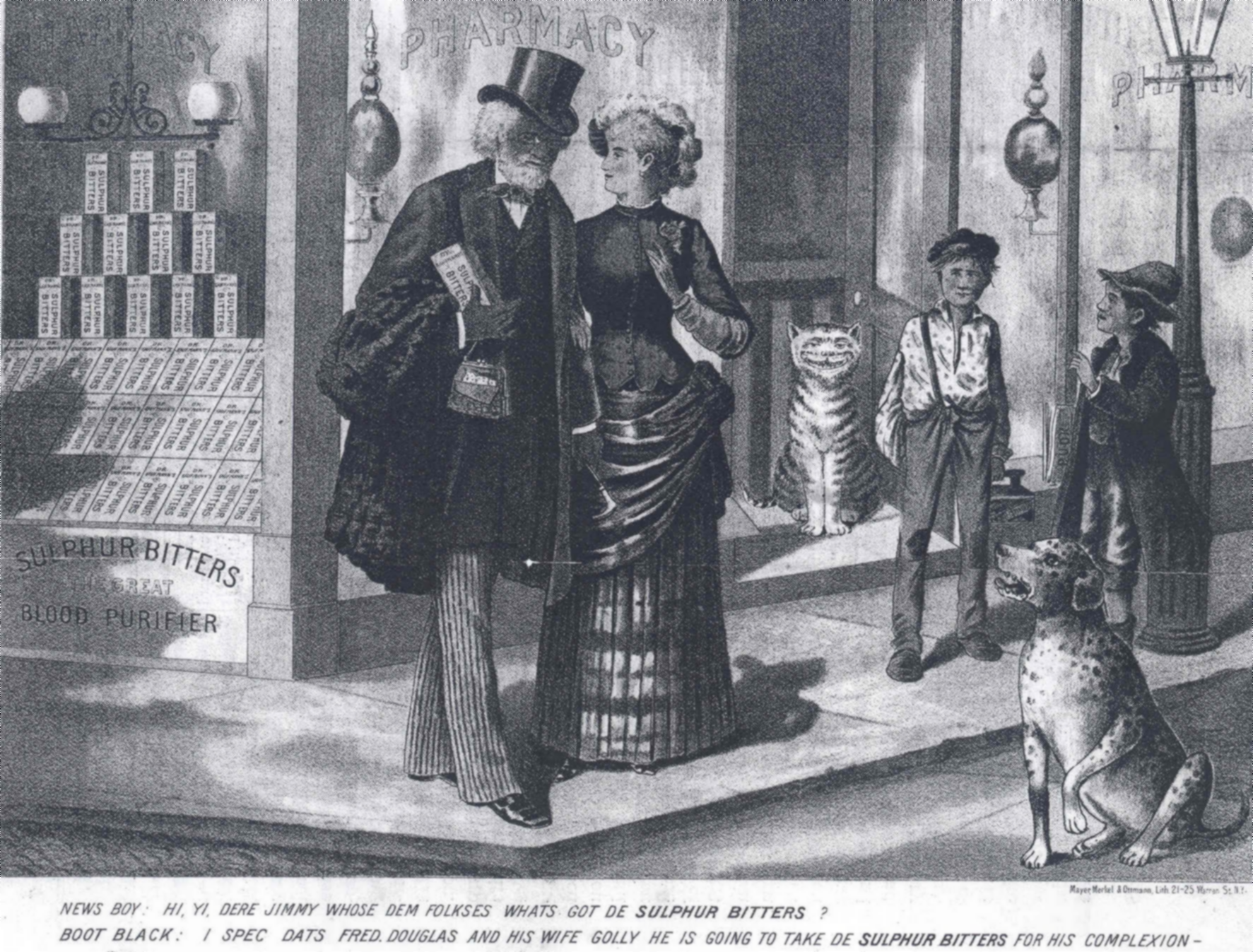
Rasistická karikatura útočící na Fredericka Douglasse za jeho manželství s Helen Pitts. Karikatura je ukázkou rozruchu, které manželství vyvolalo.

Helen Pitts Douglass zemřela v roce 1903 ve věku 66 let. Přála si být pohřbena na pozemku u Cedar Hill, ale to tehdejší zákony neumožňovaly. Neměla žádný pohřeb ani vzpomínkovou slavnost, byla v tichosti pohřbena vedle Fredericka Douglasse v Rochesteru. Po její smrti byla hypotéka na Cedar Hill snížena z 5500 dolarů na 4000. Národní asociace barevných žen vedená Mary B. Talbert z Buffalo v New Yorku vybrala finance pro nákup Cedar Hill. Nyní dům spravuje Správa národních parků a dům je otevřen návštěvníkům, kteří se mohou dozvědět o Douglesově přínosu v boji za svobodu.